# Crotophaga
Crotophaga é um gênero de aves da família Cuculidae e subfamília Crotophaginae, popularmente conhecidas como anus ou anuns, cuja ocorrência se dá em toda a América. No Brasil, conhecem-se duas espécies: o anu-preto (Crotophaga ani) e o anu-coroca (Crotophaga major).

## Etimologia
"Anu" e "anum" derivam do termo tupi a'nu.

## Características
São aves que vivem em bando, nidificando em um ninho coletivo. São muito comuns na zona rural e, atualmente, também acham-se nas zonas urbanas.
Sua principal alimentação é composta por insetos e outros invertebrados. São facilmente encontrados junto a rebanhos de gado.

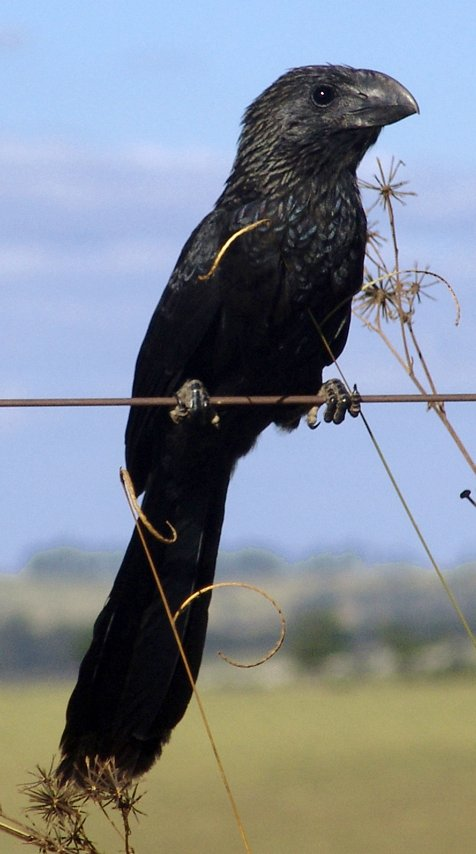
Anu-preto